# Laringa niha
Laringa niha är en fjärilsart som beskrevs av Hans Fruhstorfer 1896. Laringa niha ingår i släktet Laringa och familjen praktfjärilar. Inga underarter finns listade i Catalogue of Life.